# Sabulodes laticlavia
Sabulodes laticlavia är en fjärilsart som beskrevs av Frederick H. Rindge 1978. Sabulodes laticlavia ingår i släktet Sabulodes och familjen mätare. Inga underarter finns listade.